# Nyctemera tessmanni
Nyctemera tessmanni là một loài bướm đêm thuộc phân họ Arctiinae, họ Erebidae.